# Chevrolet Miray
Chevrolet Miray (koreanska för "framtid") är en konceptbil designad, marknadsförd och byggd av Chevrolet. Bilen introducerades 2011 på Seoul Motor Show och presenterades som ett koncept för en "mid-electric" bil eller mildhybrid.

## Design

### Exteriör
Karossen är gjord av kolfiber med en markerad vinklad karosslinje med en underliggande belysning, som löper från bilens front och vidare till dess sidor . Bilen har LED-strålkastare och en front med dubbla öppningar. Främre och bakre stötfångare har drag som påminner om tidigare modeller av Chevrolet Corvette. Bilen är försedd med spoilers och utfällbara vingklaffar av kolfiber, för att styra luftflödet kring bilen och ge önskad nedåtriktad kraft (en: downforce) vid högre hastigheter.
Bilen har fälgar gjorda av kompositmaterial av aluminium och kolfiber, där framhjulen har en diameter på 20 tum (51 cm) och bakhjulen 21 tum (53 cm). Bilen är försedd med saxdörrar(en) som öppnas framåt-uppåt med mycket litet utrymmesbehov i sidled.

### Interiör

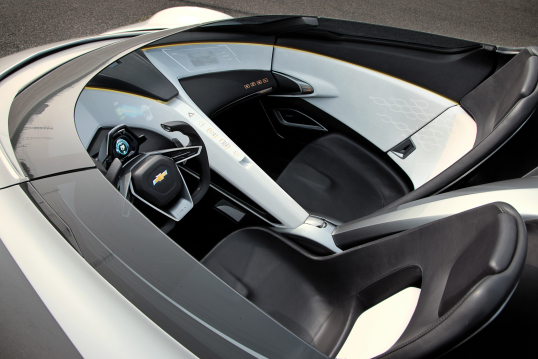
Chevrolet Miray, interiörbild.

Interiören är utförd i borstad aluminium, naturläder, vitt tyg samt så kallade "liquid metal surfaces". Uppgifter från bilens informationssystem projiceras i förarens blickfält med bilens prestanda i centrum, räckvidd till vänster samt navigation och tillryggalagd körsträcka till  höger. Sittbrunnen är inspirerad av Chevrolet Corvette.

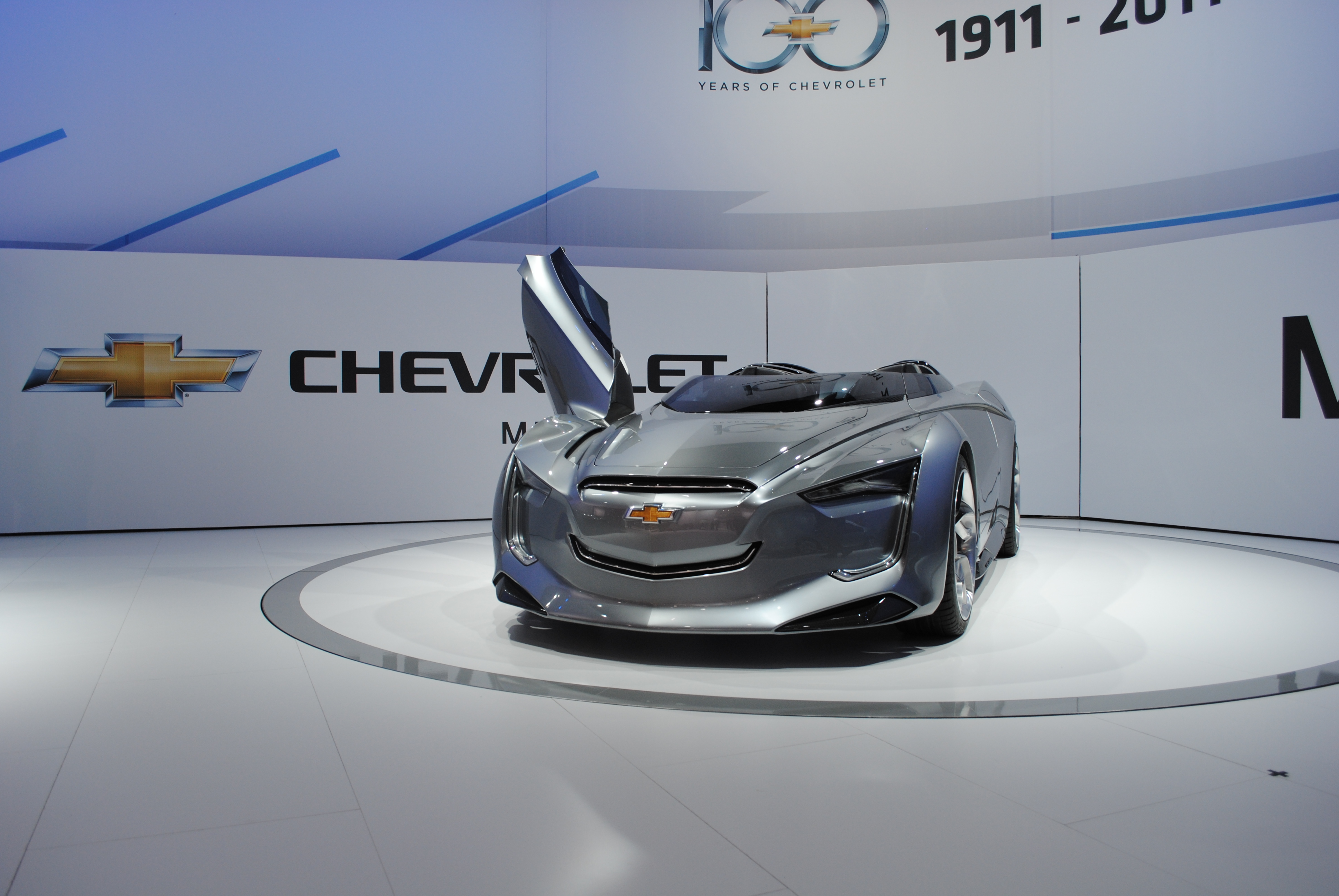
Chevrolet Miray med ena dörren av sax-typ i öppet läge, på Frankfurt Motor Show 2011.

### Funktionalitet
Istället för traditionella sidospeglar har bilen backkameror som fälls fram från sidorutorna. En framåtvänd kamera visar realtidsvideo som överlagras informationen från GPS-navigeringen.

### Drivlina
Bilen har en för fordonsklassen liten 4-cylindrig turboladdad förbränningsmotor med en cylindervolym på 1,5 liter. På framaxeln finns 2 stycken elmotorer på vardera 15 kW som får sin strömförsörjning från ett litiumjonbatteri med en kapacitet på 1,6 kWh. Batteriet laddas upp vid inbromsning, samt vid behov från förbränningsmotorn. Vid lägre hastigheter kan bilen köras med el-drift, som driver på framhjulen. Vid högre hastigheter och/eller kraftig acceleration aktiveras förbränningsmotorn som driver på bakhjulen. Elmotorerna och förbränningsmotorn kan samverka för högsta möjliga prestanda.